# Hélcio
Hélcio, właśc. Hélcio Roberto Alisk (ur. 3 sierpnia 1969 w Kurytybie) – brazylijski piłkarz pochodzenia ukraińskiego, występujący na pozycji pomocnika.

## Kariera piłkarska

### Kariera klubowa
W 1990 rozpoczął zawodową karierę w Coritiba FBC, skąd w 1994 przeniósł się do Paraná Kurytyba. Grał na wypożyczeniu w klubach EC Vitória, Matonense Matão oraz Rio Branco Americana. W 2002 roku został zawodnikiem Atlético Mineiro. W 2004 bronił barw Sport Recife. Zakończył karierę w klubach União São João Araras i Villa Nova AC.

## Sukcesy i odznaczenia

### Sukcesy klubowe
- mistrz stanu Parana (Campeonato Paranaense): 1994, 1995, 1996
- mistrz stanu Bahia (Campeonato Baiano): 1997
- zdobywca Copa do Nordeste: 1997